# Bar mleczny

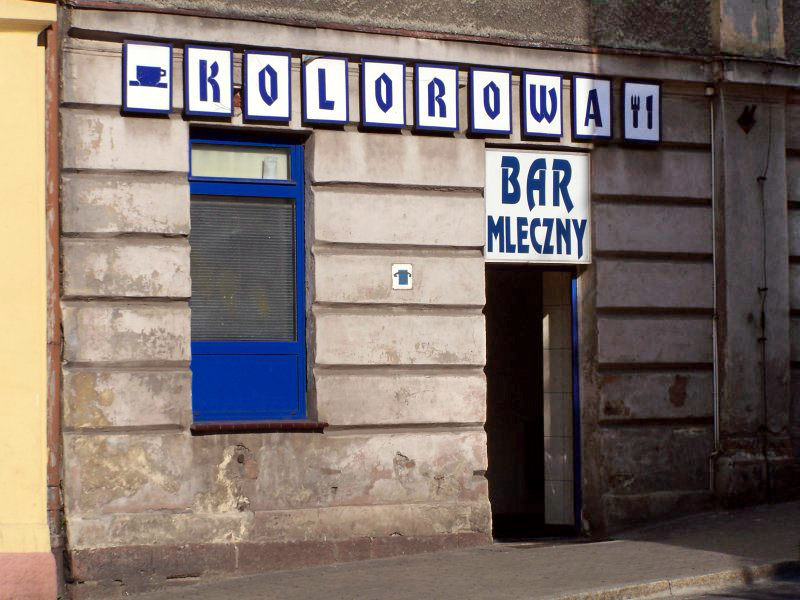
Bar mleczny in Nowa Ruda

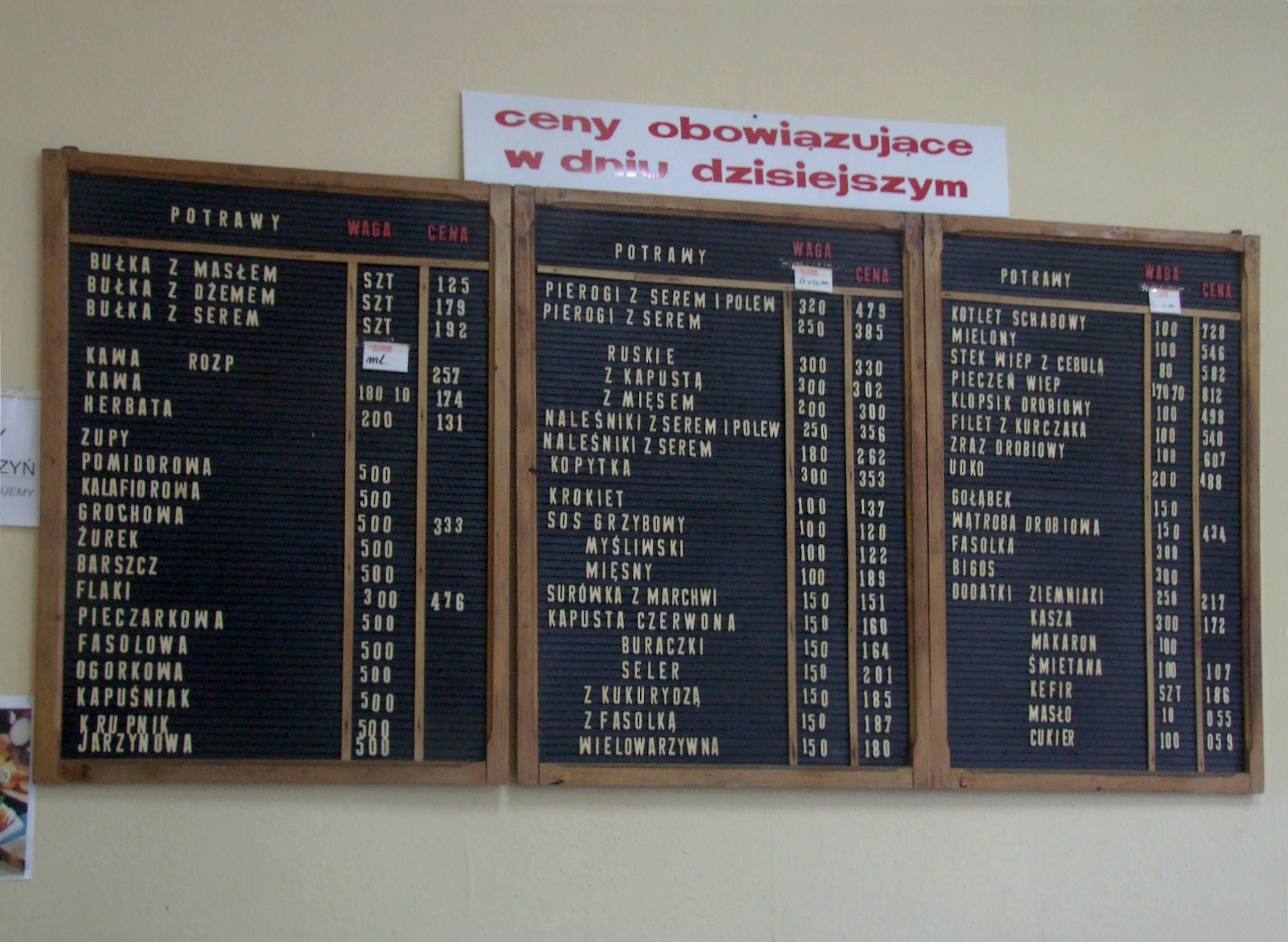
Typische prijslijst van een bar mleczny

Een bar mleczny is een goedkoop snelbedieningsrestaurant. Het is uitsluitend een Pools verschijnsel.
De bar mleczny was vooral populair ten tijde van de Volksrepubliek Polen, maar is mogelijk ontstaan in het interbellum. In het nieuwe kapitalistische Polen hebben dit soort (inmiddels geprivatiseerde) restaurants het moeilijk om het hoofd boven water te houden, hoewel er nog steeds staatssubsidie aan gegeven wordt (in totaal 20 miljoen zloty per jaar). Sommige van deze bars krijgen daarnaast nog kosteloze ruimte, elektriciteit of gas van de gemeente. Om voor subsidie in aanmerking te komen, moet het restaurant wel aan bepaalde eisen voldoen.
Aanvankelijk werden in de bar mleczny vooral zuivelgerechten geserveerd, hetgeen de naam melkbar verklaart. Tegenwoordig staan traditionele Poolse gerechten als pierogi, barszcz, krokiet, bigos en pannenkoeken met zoete witte kaas op het menu. Ook kan men er terecht voor een simpel broodje kaas en koffie. Hoewel men de bar mleczny kan beschouwen als een fastfoodrestaurant, is het in zekere zin ook slow food omdat veel van de gerechten vrij bewerkelijk zijn.
De prijzen zijn zodanig scherp dat deze dagelijks vastgesteld worden aan de hand van de inkoopprijzen van de verse ingrediënten. Men moet aan de balie bestellen en afhalen en er wordt van het publiek verwacht dat het zijn bestek na gebruik neerzet op een aangewezen plek (meestal dicht bij de keuken of balie). De inrichting is eenvoudig, de klandizie is vaak arm.
In 2007 werd een documentaire gemaakt over het verkommerende verschijnsel bar mleczny door Terese Mörnvik en Ewa Einhorn, getiteld The Battle of the Last Milkbar.